# Trialele Canadiene Olimpice de Curling 2009
Trialul Canadian Olimpic de Curling a avut loc între 6 și 13 decembrie 2009 la Rexall Place din Edmonton. Câștigătoarele probelor masculine și feminine au reprezentat Canada la Jocurile Olimpice de iarnă din 2010. Canada a fost calificată automat în acel eveniment, ca țară gazdă.

## Masculin

### Echipe calificate
| Căpitan      | Third        | Second       | Lead         | Oraș      |
| ------------ | ------------ | ------------ | ------------ | --------- |
| Kevin Martin | John Morris  | Marc Kennedy | Ben Hebert   | Edmonton  |
| Glenn Howard | Richard Hart | Brent Laing  | Craig Savill | Coldwater |
|              |              |              |              |           |
|              |              |              |              |           |
|              |              |              |              |           |
|              |              |              |              |           |
|              |              |              |              |           |
|              |              |              |              |           |

## Feminin

### Echipe calificate
| Căpitan        | Third                 | Second       | Lead       | Oraș     |
| -------------- | --------------------- | ------------ | ---------- | -------- |
| Jennifer Jones | Cathy Overton-Clapham | Jill Officer | Dawn Askin | Winnipeg |
|                |                       |              |            |          |
|                |                       |              |            |          |
|                |                       |              |            |          |
|                |                       |              |            |          |
|                |                       |              |            |          |
|                |                       |              |            |          |
|                |                       |              |            |          |

## Pre-trialuri
Un pre-trial va avea loc între 10-15 Noiembrie la CN Centre din Printul George,Columbia Britanica.Vor fi 12 echipe în acest eveniment.Patru din 12 echipe vor avansa la Trialul Olimpic.

### Echipe calificate
| Capitanii baietilor | Capitanii fetelor |
| ------------------- | ----------------- |
|                     | Kelly Scott       |
| Randy Ferbey        | Stefanie Lawton   |
| Kevin Koe           | Amber Holland     |
| Kerry Burtnyk       | Sherry Anderson   |
| Pat Simmons         | Cheryl Bernard    |
| Jeff Stoughton      | Shannon Kleibrink |
| Wayne Middaugh      | Sherry Middaugh   |
|                     |                   |
|                     |                   |
|                     |                   |
|                     |                   |
|                     |                   |